# Caecum californicum
Caecum californicum är en snäckart som beskrevs av Dall 1885. Caecum californicum ingår i släktet Caecum och familjen Caecidae. Inga underarter finns listade i Catalogue of Life.